# أمثال وغطاوي (فوازير)
مسابقات رمضان - أمثال وغطاوي، هو برنامج مسابقات أو كما يسمى «فوازير» قدم في شهر رمضان بالعام الميلادي 1986 قام ببطولته وأدائه عبد الحسين عبد الرضا وسعاد عبد الله وأخرجه سعيد عياده، وكتب البرنامج ولحنه الملحن أحمد باقر.

## فكرة البرنامج
تقوم حول الأمثال باللهجة العامية، حيث يقدم في كل حلقه من خلال أغنية تقوم حول المثل.